# Peter Ankersen
Peter Ankersen (ur. 22 września 1990 w Esbjergu) – duński piłkarz grający na pozycji prawego obrońcy. Od 2024 jest zawodnikiem FC Nordsjælland.

## Kariera klubowa
Swoją karierę piłkarską Ankersen rozpoczął w Esbjerg fB. W 2009 awansował do kadry pierwszego zespołu. 14 kwietnia 2010 zadebiutował w Superligaen w przegranym 2:3 wyjazdowym meczu z FC København. Latem 2010 przeszedł do grającego w 1. division Vejle BK. W 2011 jego zespół połączył się z Kolding FC i utworzył Vejle Boldklub Kolding, a sam Ankersen dołączył do nowo powstałej drużyny, z której odszedł w marcu 2012 – wtedy został piłkarzem Rosenborg BK. Swój debiut w norweskim zespole zanotował 9 kwietnia 2012 w zremisowanym 0:0 domowym meczu z Sogndalem. W sierpniu 2012 wrócił do Esbjerg fB. W sezonie 2012/2013 zdobył z nim Puchar Danii.
W 2014 Ankersen został zawodnikiem Red Bulla Salzburg. W austriackiej Bundeslidze zadebiutował 19 lipca 2014 w wygranym 6:1 spotkaniu z Rapidem Wiedeń. W sezonie 2014/2015 wywalczył mistrzostwo oraz Puchar Austrii. W 2015 został wypożyczony do FC København, a rok później został wykupiony przez ten zespół z Salzburga. W 2016, 2017 i 2019 zdobył mistrzostwo Danii, a w 2016 i 2017 również puchar kraju. W 2019 przeszedł do Genoi, w której zadebiutował w Serie A 15 września w przegranym 1:2 meczu z Atalantą.
W 2020 Ankersen wrócił do FC København. W pierwszym meczu po powrocie (2:2 z Vejle BK) strzelił jedną z bramek. W 2022 i 2023 jego zespół wywalczył mistrzostwo Danii, a w 2023 zdobył również puchar kraju. 1 czerwca 2024 FC Nordsjælland ogłosił, że Ankersen zostanie piłkarzem tego klubu od sezonu 2024/25.
Stan na 1 lipca 2024
| Sezon   | Klub                   | Kraj     | Rozgrywki   | Mecze | Bramki |
| ------- | ---------------------- | -------- | ----------- | ----- | ------ |
| 2009/10 | Esbjerg fB             | Dania    | Superligaen | 1     | 0      |
| 2010/11 | Vejle BK               | Dania    | 1. division | 28    | 1      |
| 2011/12 | Vejle Boldklub Kolding | Dania    | 1. division | 13    | 2      |
| 2012    | Rosenborg BK           | Norwegia | Tippeligaen | 10    | 0      |
| 2012/13 | Esbjerg fB             | Dania    | Superligaen | 26    | 3      |
| 2013/14 | Esbjerg fB             | Dania    | Superligaen | 30    | 2      |
| 2014/15 | Red Bull Salzburg      | Austria  | Bundesliga  | 21    | 1      |
| 2015/16 | FC København (wyp.)    | Dania    | Superligaen | 30    | 0      |
| 2016/17 | FC København           | Dania    | Superligaen | 32    | 5      |
| 2017/18 | FC København           | Dania    | Superligaen | 30    | 2      |
| 2018/19 | FC København           | Dania    | Superligaen | 34    | 1      |
| 2019/20 | Genoa CFC              | Włochy   | Serie A     | 19    | 0      |
| 2020/21 | FC København           | Dania    | Superligaen | 21    | 2      |
| 2021/22 | FC København           | Dania    | Superligaen | 28    | 1      |
| 2022/23 | FC København           | Dania    | Superligaen | 12    | 0      |
| 2023/24 | FC København           | Dania    | Superligaen | 21    | 1      |

## Kariera reprezentacyjna
W reprezentacji Danii Ankersen zadebiutował 14 sierpnia 2013 w przegranym 2:3 meczu towarzyskim z Polską, rozegranym w Gdańsku.

## Życie prywatne
Brat bliźniak Jakoba, również piłkarza.